# تورتل کریک (ویرجینیای غربی)
تورتل کریک، ویرجینیای غربی (به انگلیسی: Turtle Creek, West Virginia) یک منطقهٔ مسکونی در ایالات متحده آمریکا است که در ویرجینیای غربی واقع شده‌است.

## خصوصیات
تورتل کریک ۲۴۲٫۹۳ متر بالاتر از سطح دریا واقع شده‌است.